# Sabrina Carballo
Sabrina Giselle Carballo Buenos Aires, Argentina, 13 de abril de 1982) es una actriz argentina conocida por sus actuaciones en Son de diez, Amigovios, Verano del 98, Son amores, Una familia especial, Son de fierro, Señores papis, entre otras.

## Carrera
Comenzó su carrera artística de muy chica, a los 8 años de edad cuando participó en Alta comedia (1991) y luego participó en Son de Diez (1992), Micaela (1992) y Más allá del horizonte (1994)-
En 1995 fue una de las protagonistas infantiles de Amigovios en El Trece, luego actuó en la comedia Como pan caliente, y el exitosa telenovela juvenil Verano del 98, donde actuó en sus tres temporadas entre 1998 y 2000.
Continuo con papeles en El Hacker, y fue conductora del ciclo Megatrix. Actuó en Malandras (2003), también fue estrella en las producciones de Pol-ka, Los pensionados (2004), Locas de amor (2004), Una familia especial (2005), Son de Fierro (2007), Alguien que me quiera (2010) y Herederos de una venganza (2011). 
También protagoniza Yo Soy Virgen, una miniserie musical realizada exclusivamente para internet.
En 2001 participó en Rodrigo, la película y tuvo pequeñas apariciones en Jugate Conmigo, Hechizada y Aquí no hay quien viva.
En teatro actuó en las obras Oscar (2005), Sueño de una noche de verano (2005-2006), Remiseria (2010) y 8 Mujeres (2012).
Antagonizó la telecomedia Señores papis, en el papel de Zoe la tercera en discordia de Luciano Cáceres y Vanesa González.

## Televisión

### Ficciones
| Año       | Título                    | Personaje                      | Notas                  | Canal      |
| --------- | ------------------------- | ------------------------------ | ---------------------- | ---------- |
| 1992      | Alta comedia              |                                | Participación especial | Canal 9    |
| 1992      | Micaela                   |                                | Participación especial | El Trece   |
| 1993      | Son de Diez               | Amiga de Yanina en la primaria | Participación especial | El Trece   |
| 1994      | Más allá del horizonte    | Milagros Lynch (Niña)          | Participación especial | Canal 9    |
| 1994      | Nano                      | Martina                        | Participación especial | El Trece   |
| 1995      | Amigovios                 | Belén                          | Protagonista infantil  | El Trece   |
| 1996      | Como pan caliente         | Valeria                        | Recurrente             | El Trece   |
| 1998-2000 | Verano del '98            | Renata Montilli                | Recurrente             | Telefe     |
| 2001      | El Hacker 2001            | Clara                          | Participación especial | Telefe     |
| 2002      | Son amores                | Erika Nuñez                    | Participación especial | El Trece   |
| 2003      | Malandras                 | Valeria Bertolotti             | Protagonista           | Canal 9    |
| 2004      | Los pensionados           | Miranda Reyes                  | Elenco secundario      | El Trece   |
| 2004      | Locas de amor             | Constanza "Connie"             | Participación especial | El Trece   |
| 2005      | Una familia especial      | Verónica Molina                | Participación estelar  | El Trece   |
| 2006      | Mujeres asesinas 2        | Antonella                      | Ep: "Silvia, celosa"   | El Trece   |
| 2007      | Hechizada                 | Lola                           | Participación especial | Telefe     |
| 2007      | Son de Fierro             | Gabriela "Gaby"                | Antagonista            | El Trece   |
| 2007      | Lalola                    | Sandra                         | Participación especial | América TV |
| 2008      | Aquí no hay quien viva    | Malena                         | Participación especial | Telefe     |
| 2010      | Alguien que me quiera     | Jade Salinas                   | Participación especial | El Trece   |
| 2011      | Herederos de una venganza | Mucama Marisa                  | Participación especial | El Trece   |
| 2011      | El puntero                | Raquela                        | Participación especial | El Trece   |
| 2011      | El pacto                  | Irene Escudero                 | Antagonista            | América TV |
| 2012      | Doctor Mendoza            | Lucía Mendoza                  | Protagonista           | TV Pública |
| 2014      | Sres. Papis               | Zoe                            | Recurrente             | Telefe     |
| 2015      | Milagros en campaña       | Maura Fernández                | Participación especial | Canal 9    |
| 2015      | Cazados                   | Paula                          | Participación especial | América TV |
| 2016      | Circulos                  | Marina                         | Elenco secundario      | América TV |
| 2017      | Cartoneros                | Viviana                        | Antagonista            | Canal 9    |
| 2017      | Cuéntame cómo pasó        | Azucena Caceres                | Recurrente             | TV Pública |
| 2020      | Castillos                 | Victoria                       | Elenco secundario      | TV Pública |

### Programas
| Año  | Título                  | Rol          | Notas          | Canal    |
| ---- | ----------------------- | ------------ | -------------- | -------- |
| 1994 | Jugate conmigo          | Participante |                | Telefe   |
| 2001 | Megatrix                | Conductora   |                | Telefe   |
| 2022 | El hotel de los famosos | Participante | 12.ª eliminada | El Trece |

## Cine
| Año  | Título                 | Personaje | Notas                  | Dirección          |
| ---- | ---------------------- | --------- | ---------------------- | ------------------ |
| 2001 | Rodrigo, la película   | Anabel    | Reparto secundario     | Juan Pablo Laplace |
| 2014 | Naturaleza Muerta      | Reportera | Participación especial | Gabriel Grieco     |
| 2014 | Chicos católicos       | Paz       | Reparto secundario     | Juan Paya          |
| 2017 | La sierva              | Verónica  | Cortometraje           | Sebastián Loran    |
| 2019 | Morirán los niños      | Natalia   | Reparto secundario     | Bernardo Bronstein |
| 2019 | Tres tulipanes         | Elena     | Protagonista           | Karina Tenembau    |
| 2021 | La casa de los conejos | Carolina  | Reparto secundario     | Valeria Selinger   |
| 2022 | Un extraño retorno     | Mónica    | Protagonista           | Pablo Strovich     |

## Teatro[3]
| Año       | Obra                                    | Dirección                 | Teatro                                      |
| --------- | --------------------------------------- | ------------------------- | ------------------------------------------- |
| 2002      | Cesárea                                 | Luis Luque                | Lorange                                     |
| 2004      | Oscar                                   | Alberto Fernández de Rosa | Broadway                                    |
| 2005      | Sueño de una noche de verano            | Alicia Zanca              | San Martín                                  |
| 2010      | Remiseria                               | Pablo Drigo               | El cubo                                     |
| 2012-2013 | 8 Mujeres                               | José María Muscari        | Gira nacional                               |
| 2015      | La nona                                 | Jorge Graciosi            | Multiteatro (Bs As) Bristol (Mar del Plata) |
| 2015-2016 | La casa de Bernarda Alba                | José María Muscari        | Teatro Carlos Gardel                        |
| 2016      | Toc Toc                                 | Lía Jelín                 | Teatro Nini Marshall                        |
| 2019      | La Lechuga                              | Nicolás Scarpino          | Teatro El Picadero                          |
| 2021      | Eva y Victoria                          | Manuel González Gil       | Gira nacional                               |
| 2022      | 100 metros cuadrados ¡El inconveniente! | Manuel González Gil       | Gira nacional                               |
| 2022-2023 | Culpables por error                     | Torry Crivelli            | Teatro La Campana                           |
| 2023      | Nunca te fíes de una mujer despechada   | Hernán Krasutsky          | Teatro Premier                              |

## Premios y nominaciones
| Año  | Premio         | Categoría                        | Trabajo nominado | Resultado |
| ---- | -------------- | -------------------------------- | ---------------- | --------- |
| 2017 | Premios Carlos | Mejor actriz                     | Toc- Toc         | Nominada  |
| 2017 | Premios La Voz | Mejor labor humorística femenina | Toc- Toc         | Nominada  |